# Curieuse (Berg)
Curieuse oder Mont Curieuse ist der Gipfel der Insel Curieuse im Inselstaat Seychellen im Indischen Ozean.

## Geographie
Der Hügel erreicht eine Höhe von 172 m.